# Велика Радогощ
Вели́ка Радогощ — село в Україні, у Плужненській сільській громаді Шепетівського району Хмельницької області. Населення становить 346 осіб. Розташоване на заході Шепетівського району, на річці Гутиська, за 56 км на захід від районного та за 141 км на північ — північний захід від обласного центру.

## Історія
Власниками села тривалий час були українські шляхтичі Сенюти. Потім, зокрема, спольщені — Ходоровські.
У 1906 році село Перерославської волості Острозького повіту Волинської губернії. Відстань від повітового міста 22 верст, від волості 8. Дворів 54, мешканців 723.

## Населення
Згідно з переписом УРСР 1989 року чисельність наявного населення села становила 440 осіб, з яких 210 чоловіків та 230 жінок.
За переписом населення України 2001 року в селі мешкало 346 осіб. 100 % населення вказало своєю рідною мовою українську мову.

## Нотатки
1. ↑  До 19 липня 2020 року село входило до складу Ізяславського району, який в результаті адміністративно-територіальної реформи в Україні 2020 року був ліквідований[1].

## Галерея

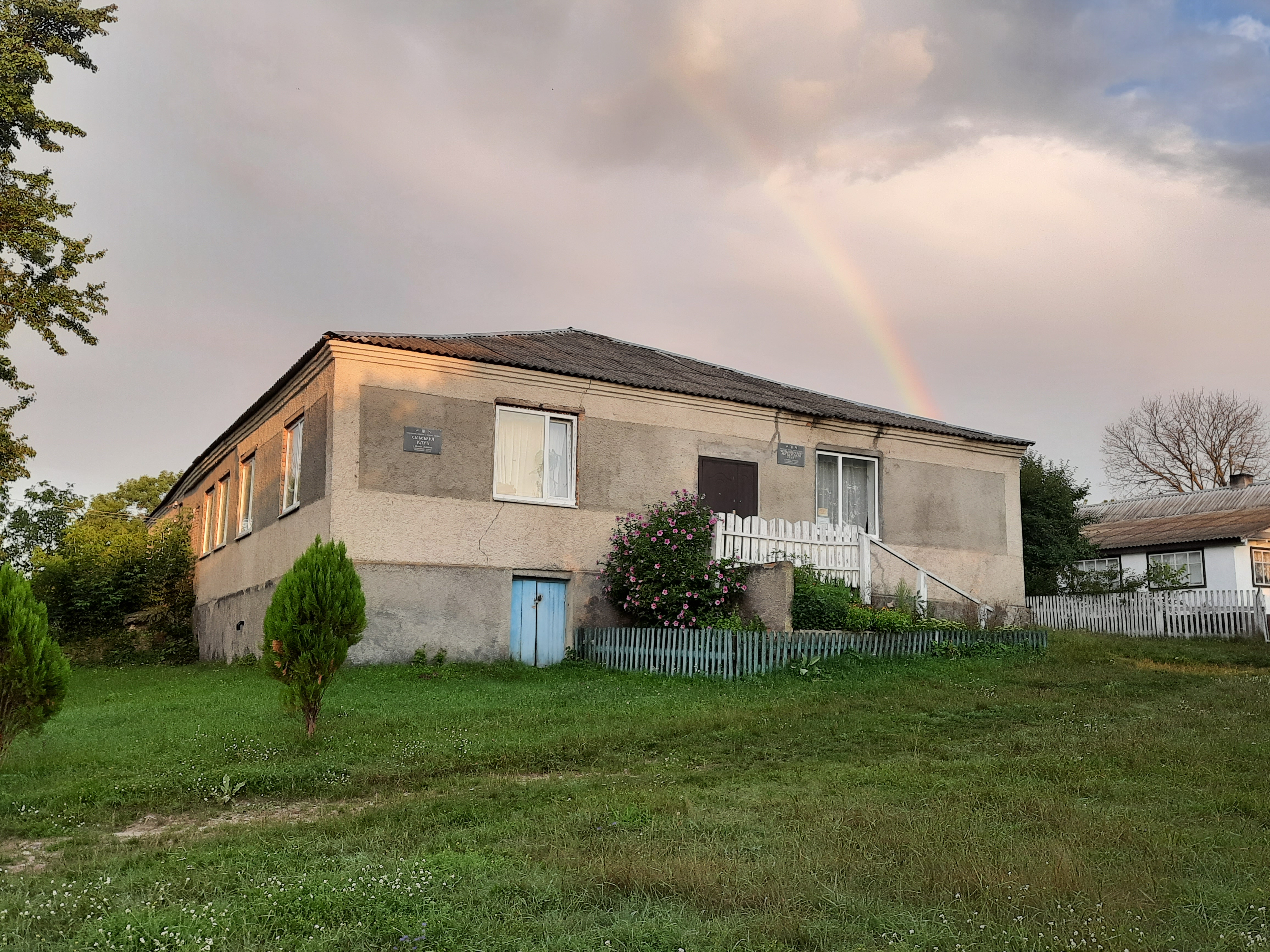
Клуб
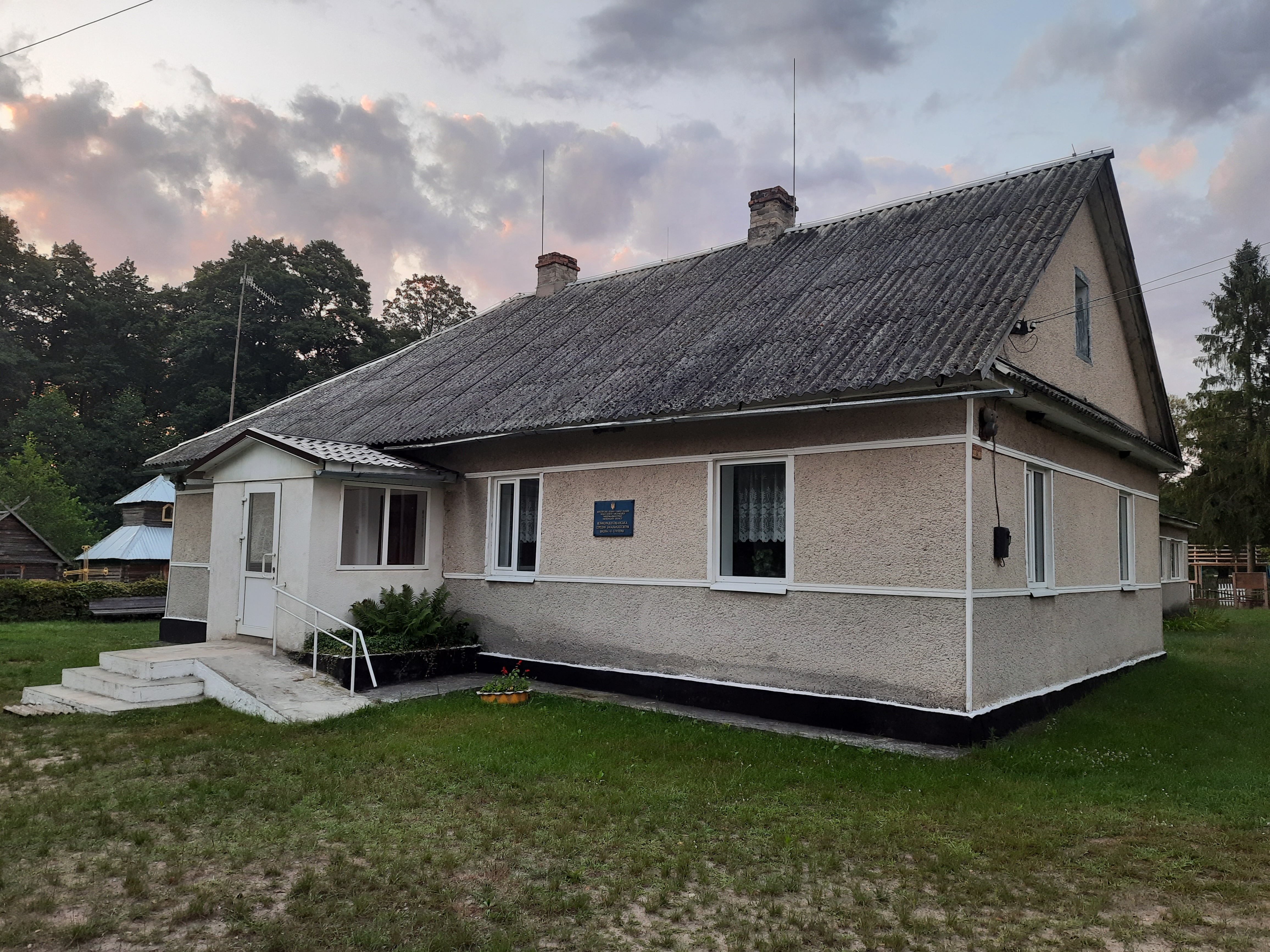
Школа
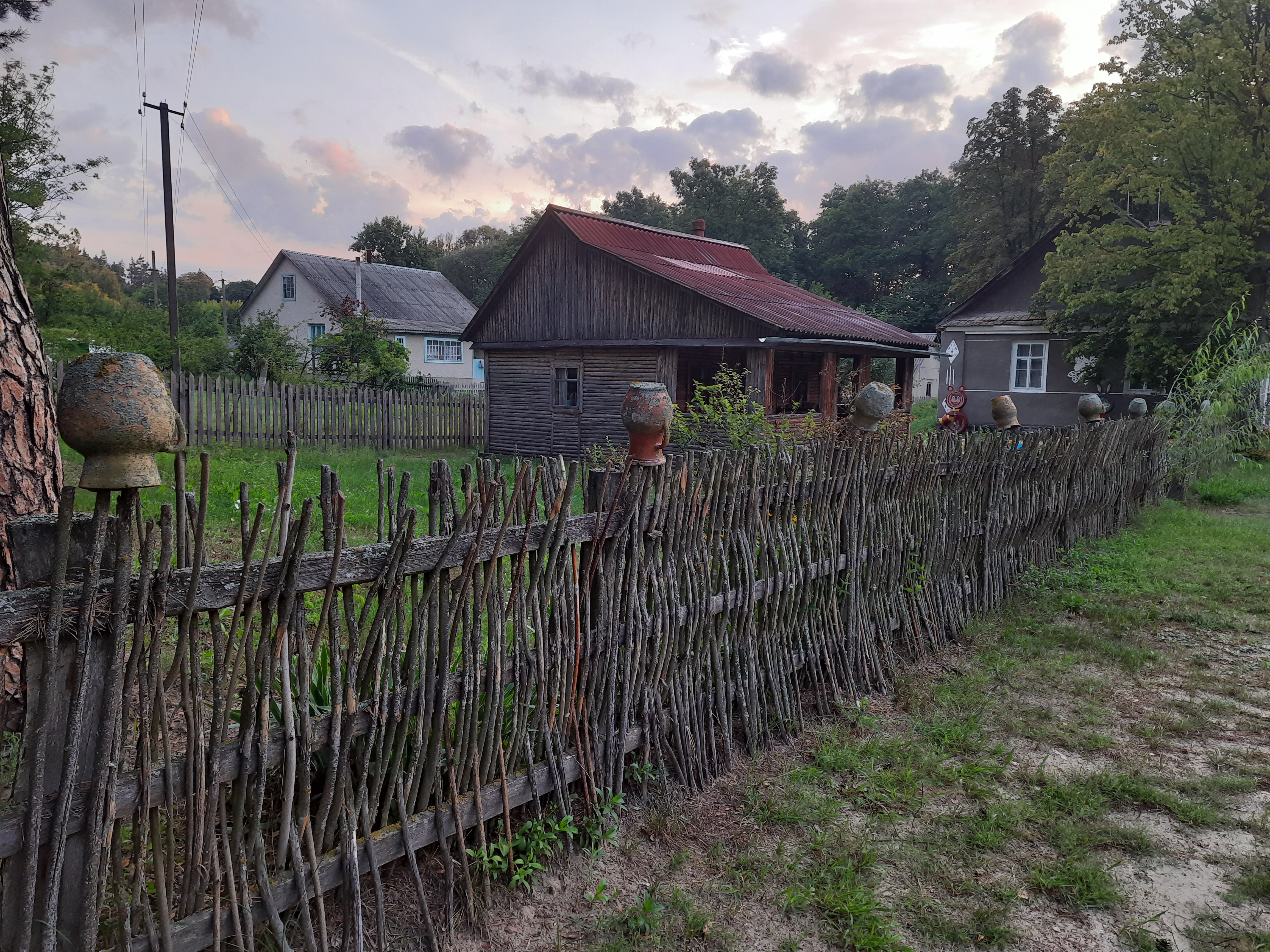
Сільський пейзаж
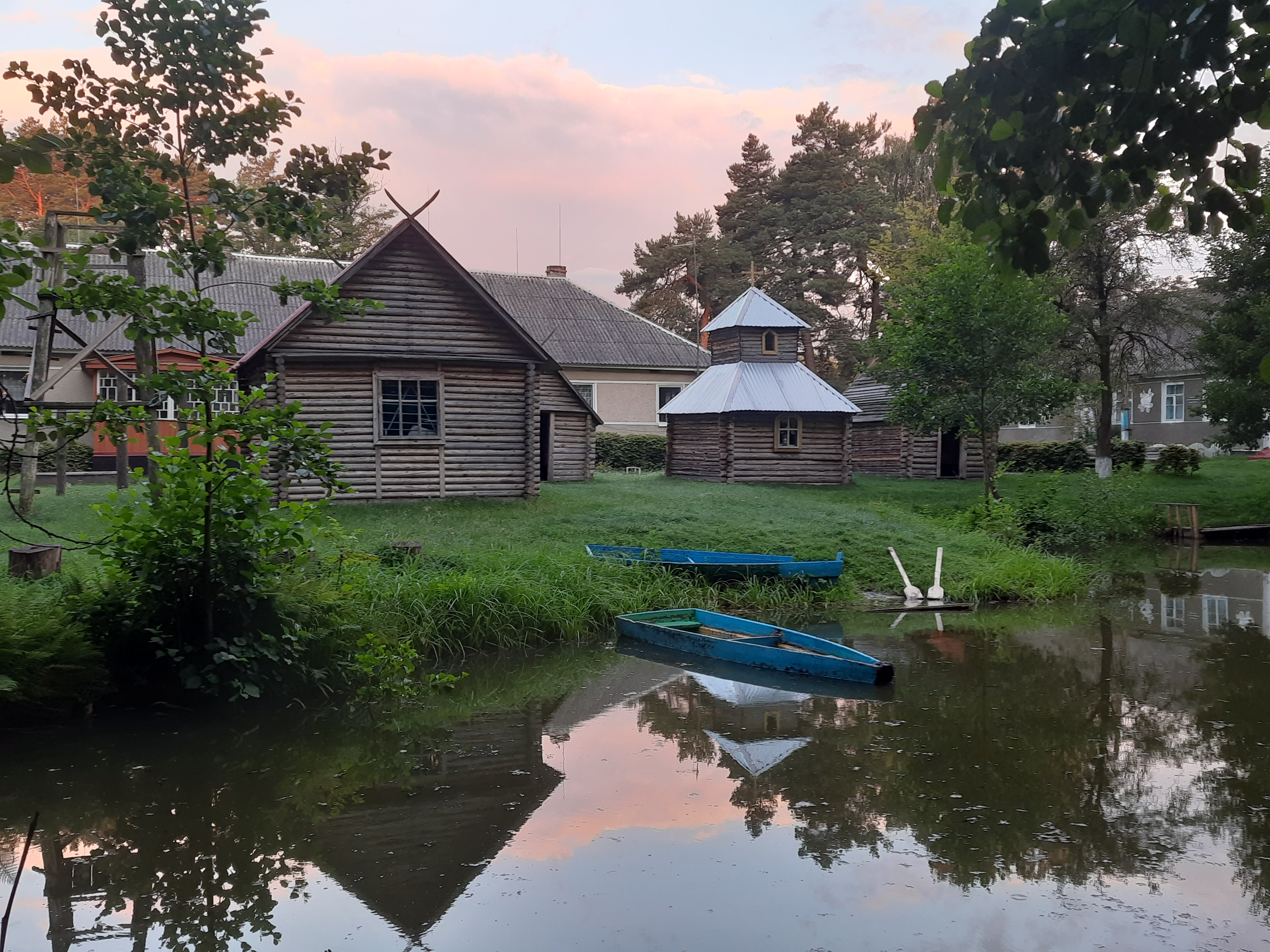
Ставок
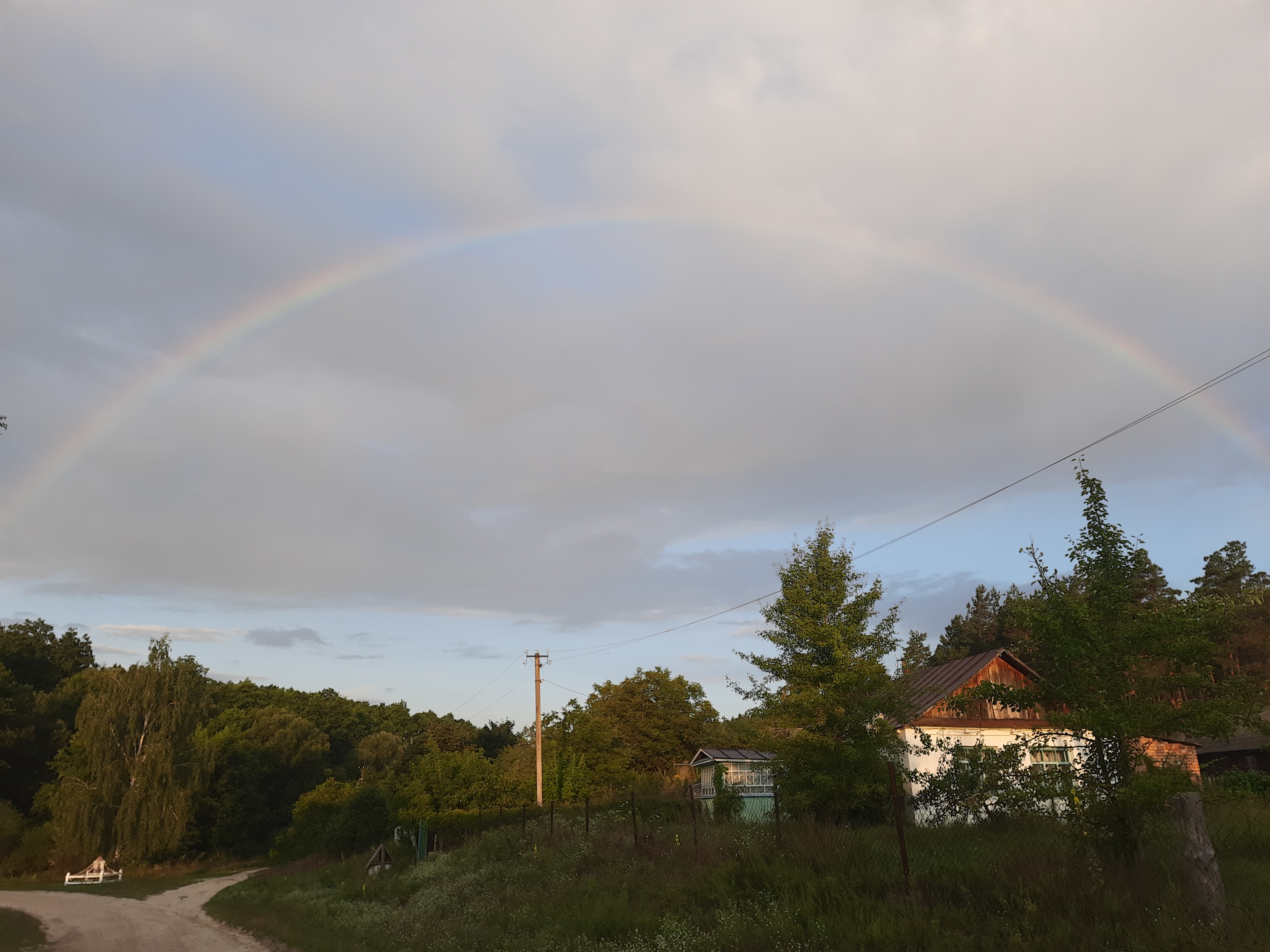
Околиця села